# Theclopsis caeus
Theclopsis caeus är en fjärilsart som beskrevs av Frederick DuCane Godman och Osbert Salvin 1887. Theclopsis caeus ingår i släktet Theclopsis och familjen juvelvingar. Inga underarter finns listade i Catalogue of Life.